# Římskokatolická farnost Chlum u Třeboně
Římskokatolická farnost Chlum u Třeboně je územním společenstvím římských katolíků v rámci jindřichohradeckého vikariátu Českobudějovické diecéze.

## O farnosti

### Historie
Chlum byl původně filiálkou Třeboně. V letech 1737–1745 byl vystavěn kostel Nanebevzetí Panny Marie, jehož stavbu inicioval majitel panství, Jan František z Fünfkirchenu jako poděkování za záchranu života. Od roku 1745 zde duchovní správu vykonávali kaplani z místního zámku.
Farnost v Chlumu u Třeboně byla zřízena až v roce 1900.

### Současnost
Farnost je spravována ex currendo z Třeboně.